# 이영아 (성우)
이영아(1970년 11월 19일 ~ )는 대한민국의 성우이다. 2001년 EBS 19기 공채 성우로 데뷔하였다.

## 주요 출연작

### 애니메이션
- 건퍼레이드 오케스트라(애니맥스) - 여점원
- 고고다이노 공룡탐험대 (EBS) - 비키
- 구두신고 꼬까꼬까(EBS)
- 극상학생회(애니원) - 킨죠 나나호
- 기사 피핀의 천한 가지 모험(EBS) - 마리온
- 네모네모 스펀지 송(EBS)
- 노디야 놀자(EBS) - 터비
- 눈의 여왕(애니원) - 카이
- 니코의 세상(EBS) - 베르타
- 단짝친구 바리와 뭉치(EBS) - 교장 선생님
- 당근소년 헨리(EBS) - 초코
- 덕수학교&장흥회덕중학교 - 조연 다수
- 도라도라 영어나라(EBS)
- 도와줘요! 코알라 형제(EBS) - 제시
- 동경대부(애니맥스) - 미유키
- 두다다쿵(EBS) - 두다
- 딸기 마시마로(애니맥스) - 사사즈카
- 로빈은 사춘기(EBS)
- 리아의 수학놀이(EBS) - 꼬야
- 마법탐정 로키(애니원) - 뿌냥
- 마법탐정 로키 라그나로크 (애니원) - 뿌냥 / 스쿨드
- 못 말리는 쌍둥이(EBS) - 마시
- 무적뱅커 크로켓(챔프) - 안쵸비
- 뭐하니, 패즈?(EBS) - 강아
- 미스 스파이더와 개구쟁이들(EBS) - 드래곤 / 심머 / 유니스
- 바질리스크 ~코우가인법첩~(애니박스) - 호타루비
- 벤10: 과거로의 질주(카툰네트워크) - 줄리
- 벤10: 에일리언 스웜(카툰네트워크) - 줄리
- 별난 깜찍 수호천사(EBS)
- 빌리와 맨디의 무시무시한 모험(카툰네트워크) - 어윈
- 빨강머리 앤(EBS) - 펠리시티
- 뽀동이와 요술 크레용(EBS) - 뽀동이
- 사랑해 클리포드(EBS) - 솔
- 사막의 해적 캡틴 쿠파(재능TV) - 네모 부장
- 살아있는 시체들의 밤(1968년) - 캐런 쿠퍼
- 상상 속 친구들의 모험 : 월트를 찾아서(카툰네트워크) - 니나
- 세계명작동화(EBS) - '헤라클레스'편 / '엄지공주'편 봉선화 요정
- 소년탐정 김전일 Original(챔프)
- 슈퍼꼬마 퍼맨(재능TV) - 이새우 / 엄마
- 슈퍼와이(EBS)
- 스쿠비 두와 맥시코 괴물(카툰네트워크) - 도냐 돌로레스
- 스타게이트(EBS) - 보그윈 / 미셸 / 리켈
- 아기호랑이 호비(EBS) - 족제비
- 아유마유 극장(애니맥스) - 미키
- 얀손 아저씨의 행복한 오두막집(EBS) - 요정
- 엄마 까투리(EBS) - 달팽이 / 콩벌레 / 불가사리
- 에일리언9(애니맥스) - 유리 엄마 / 교장선생님
- 엔젤 테일즈(애니맥스) - 뱀 유진
- 올란도 영웅전(EBS)
- 왁자지껄 오리마을(EBS) - 치카의 아내
- 우당탕탕 로코와 친구들(재능TV) - 로코
- 워터십 다운의 토끼들(EBS) - 스노우드롭
- 윙스 프렌즈(SBS) - 스토미
- 유쾌한 곰돌이 패딩턴(EBS) - 주디 브라운
- 은반의 수호천사(애니맥스) - 사쿠라노 요코
- 이야기 보따리(SBS)
- 장화신은 고양이 - 키티
- 저스티스리그(중앙방송) - 월러 / 블랙카나리
- 정령의 수호자(애니박스) - 사야
- 지옥소녀(애니맥스) - 여관 주인
- 출동! 소방관 샘(EBS) - 맨디
- 카미츄!(애니맥스) - 히토츠바시 유리에
- 코끼리왕 바바(EBS)
- 키리쿠와 마녀(EBS)
- 택틱스(애니맥스) - 코소메 다유
- 캐릭캐릭 체인지 - 조연 다수
- 코끼리 친구 벤자민(EBS) - 오토
- 토끼네 집으로 오세요(EBS) - 살구
- 파워레인저 트레져포스(애니원) - 바람의 시즈카
- 난다 난다 니얀다 - 미미(니얀다카렌) / 카잘 선생 / 예삐 등
- 포코냥(애니원/챔프) - 현우 / 선생님 / 아기너구리
- 프리큐어 Max Heart(챔프) - 어둠 세계의 소년 / 싸쿤
- 피치피치핏치 퓨어(애니원) - 윤호수
- 헌터X헌터(애니원) - 폰즈 / 바나 / 스파 / 안내
- 헤이 아놀드(재능방송) - 아놀드
- 환상의 풍선여행(EBS)
- 히맨과 쉬라의 비밀의 검(애니박스) - 글리머
- DARKER THAN BLACK -흑의 계약자-(애니맥스) - 오오츠카 / 미스즈
- 모두모두쇼(MBC) - 손손

### 영화
- 쥬만지(EBS) - 앨런의 엄마(퍼트리샤 클라크슨) / 주디와 피터의 엄마(애나벨 커쇼) / 부동산 중개인(질리언 바버)

### 외화
- 네버엔딩 스토리(EBS) - 젬마 / 비버 소년
- 사랑의 마을 에버우드(EBS)
- 크리스마스 살인(EBS) - 마들렌

### 나레이션
- 신국진이 간다 간다 간다(FTV)
- Design do it yourself(올리브TV)
- 지방 자치 시대를 가다(한국정책방송)
- 딩동댕 유치원(EBS)
- 성인 간호학(방송대학TV)
- 탐방 우리 동호회 최고(FTV)
- 패션과 문화(방송대학TV)
- 여성의 삶과 문화(방송대학TV)
- 한식천지인(아리랑TV)
- 일본은 맛있다(Q채널)
- 비교체험 극과극 그곳에서 살아보기

(MBC)

### 교재
- 초등 국어, 영어 동화 및 어학당 우리말 녹음
- 샤오또오 중국어
- 시사중국어
- 동양북스
- 재능스스로영어
- JRC중국어교재
- 윤선생영어교실

### ARS
- 삼성생명
- 흥극생명
- 현대백화점
- 메가박스
- SK텔레콤
- KDB생명
- G마켓
- 하림펫푸드
- 풀무원
- 소니코리아